# 后宫诱逃
《后宫诱逃》（德語：Die Entführung aus dem Serail），目录第384號，是奥地利作曲家沃夫岡·阿瑪迪斯·莫札特创作的三幕歌唱劇。 德语劇本及唱词改編自克里斯多夫·弗雷得里希·布里茨那（Christoph Friedrich Bretzner）的创作《贝尔蒙特与康斯坦斯》（Belmont und Constanze），故事讲述了西班牙貴族贝尔蒙特在仆人佩德利奥的帮助下，前往土耳其塞利姆帕夏的后宫营救被海盗掳走的爱人康斯坦斯和女僕布隆黛。

## 创作背景

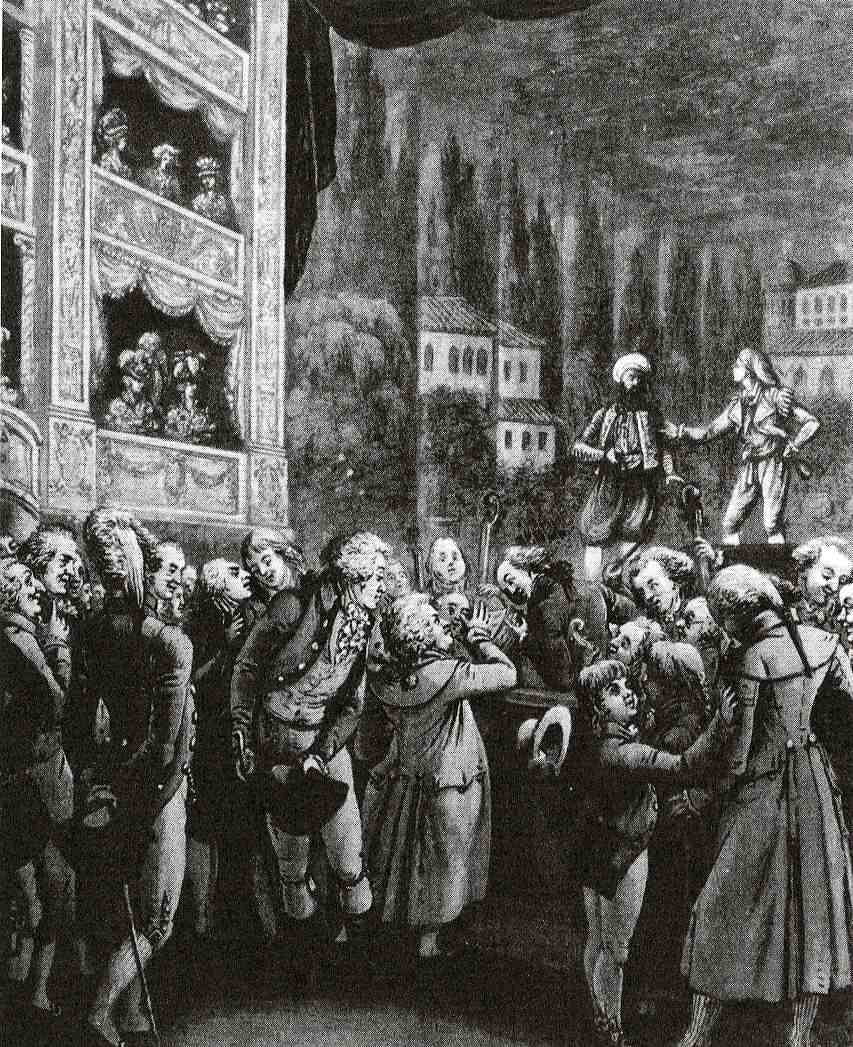
《后宫诱逃》在柏林上演时的盛况

后宫诱逃的资助方是神圣罗马帝国皇帝约瑟夫二世，1776年约瑟夫二世将维也纳的法国剧院改名为德语国家剧院（今城堡剧院），鼓励演唱德语歌唱剧，来排挤法语剧目，虽然最后并未达到预期，但仍出现了一些成功的作品，大多以翻译拉丁语的作品为主；莫扎特的后宫诱逃是其中极少数原创且大获好评的作品。
莫扎特于1781年来到维也纳，当时他的上一部歌剧《克里特王依多美尼欧》在慕尼黑大获成功，而他本人刚刚从萨尔斯堡大主教的雇佣关系中解脱出来。获得了人生和创作自由的莫扎特急于在音乐之都证明自己。在结识了德语国家剧院总监哥特里布·史蒂法尼后，莫扎特得到了他的承诺，为他物色一部德语歌唱剧剧本。
莫扎特在7月收到了施坦芬内的剧本，原本他预计可以赶在9月俄罗斯的保罗大公（叶卡捷琳娜大帝之子及王位继承人，即后来的保罗一世）访问维也纳时上演，但最后由于时间过于仓促而改为上演格鲁克的作品。
首演直到第二年的7月16日才上演。「贝尔蒙特与康斯坦斯」或称为「后宫诱逃」的莫札特歌剧，在一拖再拖的创作期间，带给这个天才的痛苦无疑是和快乐成正比的。
莫扎特于1781年10月13日写给父亲的信中，阐明了他对于歌剧创作的观点：
“而我得说，在歌剧中，詩詞必须是依順於音樂的女兒（bey einer opera muß schlechterdings die Poesie der Musick gehorsame Tochter seyn）。为什么意大利的歌剧如此流行，尽管情节是如此糟糕？...因为音乐才是一切，当你仔细聆听时就会忘了其它。只有情节和歌词为了音乐而生...而不是被牵强推上那些糟糕的五线谱时，才能认为歌剧是成功的。完美的情况是一个能够理解舞台表演，并有能力提出合理意见的出色的作曲家遇见一个能干的词人，就会像遇到重生的火鸟一般；在那种情况下，面对任何掌声...甚至是无知的，我都将无所畏惧。”

## 角色介绍

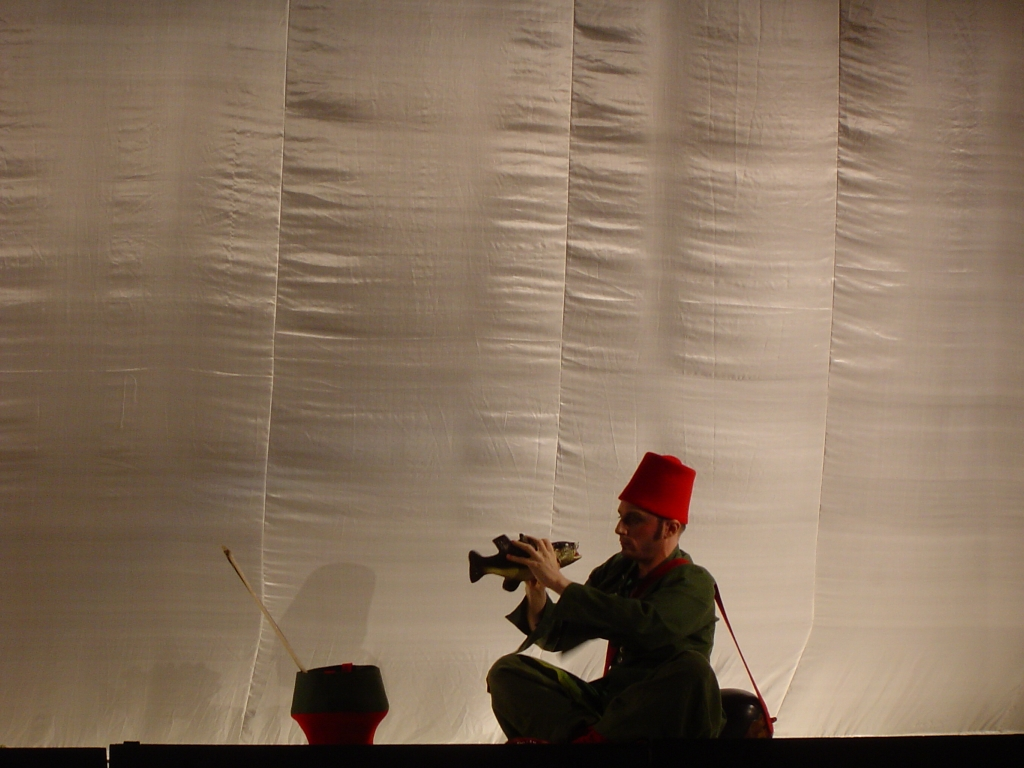
佩德里奥

| 角色名                                 | 音域         | 首演演员名单, 1782年7月16日 （指挥：沃尔夫冈·阿马德乌斯·莫扎特） |
| -------------------------------------- | ------------ | ---------------------------------------------------------------- |
| 贝尔蒙特 (Belmonte)，西班牙年轻贵族    | 男高音       | 瓦伦汀·亚顿博格 Valentin Adamberger                              |
| 康斯坦斯 (Konstanze)，贝尔蒙特的未婚妻 | 女高音       | 卡特里娜·卡瓦列里 Catarina Cavalieri                             |
| 布隆黛 (Blonde)，康斯坦丝的英國女佣    | 女高音       | 特雷西娅·泰伯尔 Theresia Teyber                                  |
| 佩德里奥 (Pedrillo)，贝尔蒙特的仆人    | 男高音       | 约翰·恩斯特·道尔 Johann Ernst Dauer                              |
| 奧斯敏 (Osmin)，帕夏的仆人             | 男低音       | 路德维希·费舍尔 Ludwig Fischer                                   |
| 塞利姆 (Bassa Selim) 帕夏，土耳其帕夏  | 口白，無演唱 | 多米尼克·雅乌茨 Dominik Jautz                                    |

## 剧情大纲

### 第一幕

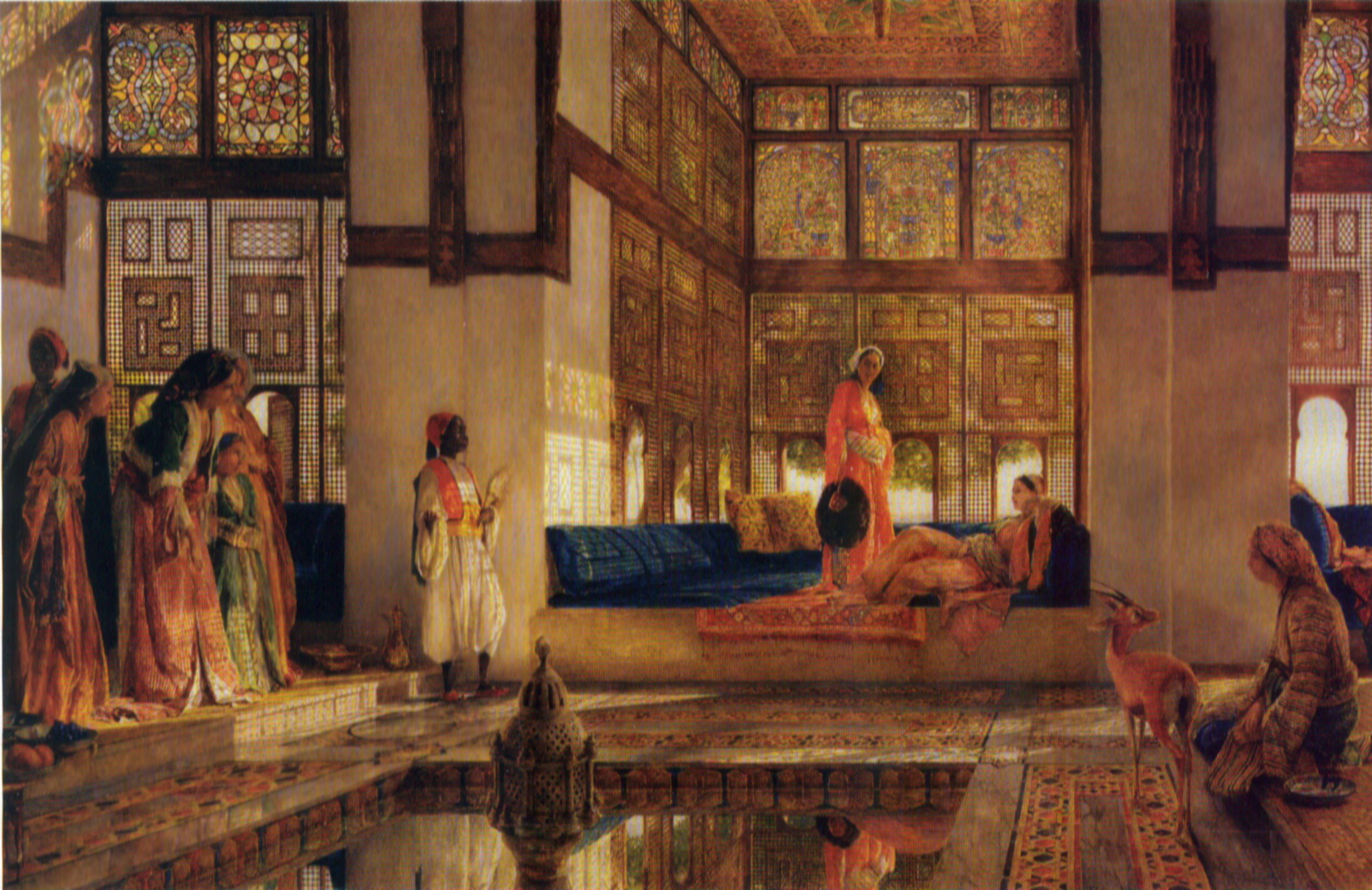
1873年第一幕演出素描

序曲：地中海近土耳其沿岸某处，塞利姆帕夏的宫殿门前
第二景：贝尔蒙特来到了宫殿门前，四处寻找他的爱人-康斯坦斯（咏叹调：Hier soll ich dich denn sehen），她已被海盗掳走并卖给帕夏。
第三景：帕夏的仆人-奧斯敏正在花园里摘无花果，唱着小调，感叹女人对爱情的善变（咏叹调：Wer ein Liebchen hat gefunden）；贝尔蒙特不断地问着奧斯敏，并试图打探与康斯坦斯一起被掳走，现在正在宫殿中做仆役的仆人-佩德里奥的消息，但奧斯敏对他不闻不问，继续唱歌，最后不耐烦的奧斯敏恼羞成怒，对贝尔蒙特恶语相向，贝尔蒙特退場（咏叹调及二重唱：Verwünscht seist du samt deinem Liede)
第四景：佩德里奥登场，奧斯敏将怨气发泄在佩德里奥身上，并立誓要让他受尽万般折磨而死；佩德里奥问他，自己究竟做了什么事，要遭到这样的诅咒（咏叹调及二重唱：Das scheint auch so ein Schurke)
第五景：奧斯敏告诉他，他知道佩德里奥是奸细，還打着帕夏后宫眾女們的主意，他以先知穆罕默德的名义起誓要杀了他（咏叹调：Solche hergleaufne laffen)
第六景：奧斯敏在谩骂与诅咒中离开（咏叹调及二重唱：Was bist du für ein grausamer kerl）
第七景：贝尔蒙特重新登场并与佩德里奥重聚，在得知康斯坦斯和她的女佣布隆德就在宫中后，他们计划将她们诱拐出来，佩德里奥提议有他将贝尔蒙特介绍给帕夏当建筑工，以此混进宫中（咏叹调：Geh nur, verwünschter Aufpasser)
第八景：贝尔蒙特为可以与康斯坦斯重逢而兴奋（咏叹调：Konstanze, dich wieder zu sehen, dich)
第九景：塞利姆帕夏，康斯坦斯以及一众随从登场（合唱：Singt dem groβen Bassa Lieder)
第十景：塞利姆帕夏正在为康斯坦斯对他求爱的拒绝而悲伤，并希望能够得到她真心实意的爱情
第十一景：康斯坦斯为和爱人天各一方而悲伤（咏叹调：Ach ich liebte, war so glücklich）
第十二景：帕夏认为他已经给了康斯坦斯足够的时间，她明天必须服从他。佩德里奥将贝尔蒙特介绍给帕夏，帕夏答应让贝尔蒙特来宫殿工作。奧斯敏想加以阻止，三人開始唇槍舌戰（三重唱：Masch! Masch! Masch!）

### 第二幕
第二幕，皇宫花园，旁边是奥斯敏的住处。
第八曲：布隆德的咏叹调。布隆德奥斯敏在一起，布隆德唱咏叹调《透過溫柔和奉承》（Durch zartlichkeit und schmeicheln），要求奧斯敏別強行獲得女子芳心，奥斯敏仍无法追求她。

第九曲：布隆德和奥斯敏的二重唱。奥斯敏说：“我可以离开你，但不准佩德里奥靠近你。”布隆德却说：“你无权命令我。”奥斯敏无奈下场。康施坦茨上场，布隆德很同情她。

第十曲：康斯坦斯的宣叙调和咏叹调，康斯坦斯先以宣叙调呼唤贝尔蒙特，又唱咏叹调《自从和你分别，悲伤成为我的命运》。帕夏上场威胁她，如不从，将受到惩罚。

第十一曲：康斯坦斯的咏叹调《各種各樣刑罰可能正等著我》（Martern aller arten mogen meiner warten），顯示自己不懼死亡的決心。康斯坦斯下场后，帕夏自语：这女人怎么有这么大的勇气？他怀疑她在策划逃跑。布隆德上场，帕夏见康斯坦斯未和她在一起，起了疑心而下场。佩德里奥上场告诉布隆德，贝尔蒙特已进了宫，正策划逃跑。

第十二曲：布隆德听后唱咏叹调《何等喜悅和快活》（Welche wonne, welche lust）。
第十三曲：佩德里奥演唱咏叹调《挺身奮鬥，挺身爭奪》（Frisch zum Kampfe, frisch zum Streite!），著手執行逃亡計畫。

第十四曲：佩德里奥与奥斯敏的二重唱。佩德里奥向奥斯敏劝酒，两人合唱《酒神万岁》（Vivat Bacchus! Bacchus lebe!）。混在酒中的安眠药使奥斯敏昏睡，佩德里奥趁机把贝尔蒙特带进来。

第十五曲：贝尔蒙特的咏叹调，马上要与情人重逢，他唱《当喜悅的眼淚流淌》（Wenn der freude tranen fliessen）。

第十六曲:4人重逢后四重唱。从《啊，贝尔蒙特，我的生命》起，后两个男人怀疑起两个女人的贞操，康斯坦斯哭了，布隆德打了佩德里奥一耳光。兩男懺悔後，大家又言归于好。

### 第三幕
第三幕
第一场，皇宫前广场，深夜。

第十七曲：贝尔蒙特的咏叹调，一切逃亡准备就绪，贝尔蒙特唱《我要完全依賴你的堅強》（Ich baue ganz auf deine Stärke），讚嘆愛情化險為夷的力量。

第十八曲：佩德里奥唱《在摩尔人之国被捕》（In mohrenland gefangen），叙述美丽姑娘成为俘虏，年轻贵族来救助。此时康斯坦斯打开窗子，布隆德也打开窗子，她们都爬上梯子时被奥斯敏发现，4人均被抓获。

第十九曲：奥斯敏的咏叹调《我要如何慶祝勝利》（O, wie will ich triumphiren），他對落網的4人幸災樂禍，要將他們带往刑场逐一处死。

第二场，帕夏的卧房。贝尔蒙特与康斯坦斯被押在瑟林姆面前，贝尔蒙特告诉帕夏，他是Oran司令官罗斯达德斯的儿子，愿付高额赎金，请求释放。不料这使帕夏更为愤怒，原来罗斯达德斯是他最大的仇敌。
第二十曲：康斯坦斯与贝尔蒙特的宣叙调与二重唱。贝尔蒙特悲叹自己的命运，唱《这是什么样的命运！多么大的痛苦！》。康斯坦斯却说，能和他共生死就觉得快乐，二重唱。佩德里奥和布隆德也被押进来。帕夏最终受贝尔蒙特和康斯坦斯的爱情所感动，当场宣布说复仇是丑恶的，决定宽大地还给他们自由，准许他们坐船回西班牙。

第二十一曲：终曲。由贝尔蒙特唱《我绝不会忘记你的大恩典》开始，大家齐声赞美帕夏的仁慈后，最终土耳其士兵合唱“塞利姆万岁”。

## 外部連結
- 《后宫诱逃》：谱子和报道（德语），《莫扎特全集》
- Die Entführung aus dem Serail：国际乐谱典藏计划上的乐谱
- Score （页面存档备份，存于） at William and Gayle Cook Music Library at Indiana University
- Libretto (singing parts only) （页面存档备份，存于）
- Complete libretto （页面存档备份，存于）
- Synopsis, German/English libretto （页面存档备份，存于）, Opera Folio
- YouTube上的"Ich gehe, doch rate ich dir", played by marionettes, Salzburg Marionette Theatre; Rita Streich sings Blonde, Josef Greindl Osmin, RIAS Symphony Orchestra, Ferenc Fricsay, 1954